# Lighthouse (Salyuの曲)
「Lighthouse」（ライトハウス）は、Salyuの16作目のシングル。

## 概要
- 前作の「青空/magic」に続き、小林武史プロデュースで4枚目のアルバム『photogenic』の先行シングルとしてリリースされた。
- 2曲目以降は「a brand new concert issue "minima"-ミニマ- Salyu×小林武史」（2011年11月30日）からの音源を収録。
- ジャケットのアートディレクター及びミュージック・ビデオはTHROUGH.が担当。

## 収録曲
1. Lighthouse（5:12）
作詞・作曲・編曲:小林武史
2. VALON-1 (Live)（5:59）
3. name (Live)（6:03）
4. プラットホーム (Live)（5:54）
5. 青空 (Live)（5:43）

## 収録アルバム
- 『photogenic』 #5